# Papa Giovanni VI
Giovanni VI (Efeso, 655 – Roma, 11 gennaio 705) è stato l'85º papa della Chiesa cattolica dal 30 ottobre 701 fino alla sua morte.

## Biografia
Nativo di Efeso, ascese al trono papale meno di due mesi dopo la morte di papa Sergio I, venendo consacrato il 30 ottobre 701, e per una singolare coincidenza storica l'inizio del suo pontificato ricalcò avvenimenti analoghi a quelli del suo predecessore.
Per motivi non ben chiari, il nuovo imperatore di Costantinopoli Tiberio III nutriva una forte ostilità nei confronti di Giovanni e, forse con l'intenzione di arrestarlo, inviò a Roma l'esarca d'Italia Teofilatto. Come era già avvenuto nel 692, le milizie delle varie province d'Italia, comprese quelle bizantine di Ravenna, accorsero per difendere la città e il papa, insieme alla popolazione romana. Osserva il Rendina che "il sentimento di devota soggezione degli abitanti di Roma e dell'Italia in genere all'impero era svanito ed invece era sempre più desto una sorta di sentimento pseudonazionale.". Il papa si comportò come Sergio I: prese sotto la sua protezione Teofilatto, impedendogli di usare violenza contro i romani e lo fece allontanare da Roma senza che le milizie accorse a sua protezione gli arrecassero alcun danno. Con la consueta attenta capacità di analisi storica, il Gregorovius nota che "i papi in quest'epoca non erano ancora investiti di alcun potere temporale, sebbene esercitassero già sull'Italia un'influenza maggiore di quella esercitata dall'esarca. Essi si protestavano continuamente sudditi dell'imperatore ...; se l'Italia si fosse affrancata troppo presto da Costantinopoli, dove risiedeva allora l'autorità dell'impero romano, ciò sarebbe avvenuto unicamente a vantaggio dei Longobardi".
E infatti i Longobardi, peraltro già convertiti al cattolicesimo, guidati dal duca Gisulfo I di Benevento, stavano occupando, con metodi violenti, la Campania. In parte con la persuasione e in parte con la cessione di oro, Giovanni riuscì ad indurre Gisulfo ad abbandonare l'impresa e a ritirarsi dai territori dell'impero. "Ancora una volta", conclude di nuovo il Rendina, "il vescovo di Roma si era sostituito a un dux bizantino, trattando la pace".
Non sono pervenute ulteriori rilevanti notizie sul pontificato di Giovanni VI, che morì l'11 gennaio 705, e fu sepolto in San Pietro.